# Sonate K. 36
Pour les articles homonymes, voir K36.
La sonate K. 36 (F.23/L.245) en la mineur est une œuvre pour clavier du compositeur italien Domenico Scarlatti.

## Présentation
La sonate K. 36, en la mineur, est notée Allegro. Elle fait partie des pièces publiées par Thomas Roseingrave en 1739. Stylistiquement elle semble précéder les Essercizi per gravicembalo publiés en 1738. Les sonates K. 31 à 42 dans la numérotation de Kirkpatrick, sont des pièces de jeunesse de sa période italienne et proche du style de Haendel.

## Manuscrits et édition
La sonate est publiée comme numéro 25 de l'édition Roseingrave (Londres, 1739) avec les K. 31 à 42. Une copie manuscrite est le numéro 25 du volume XIV de Venise (1754), copié pour Maria Barbara ; l'autre est Vienne G 14.

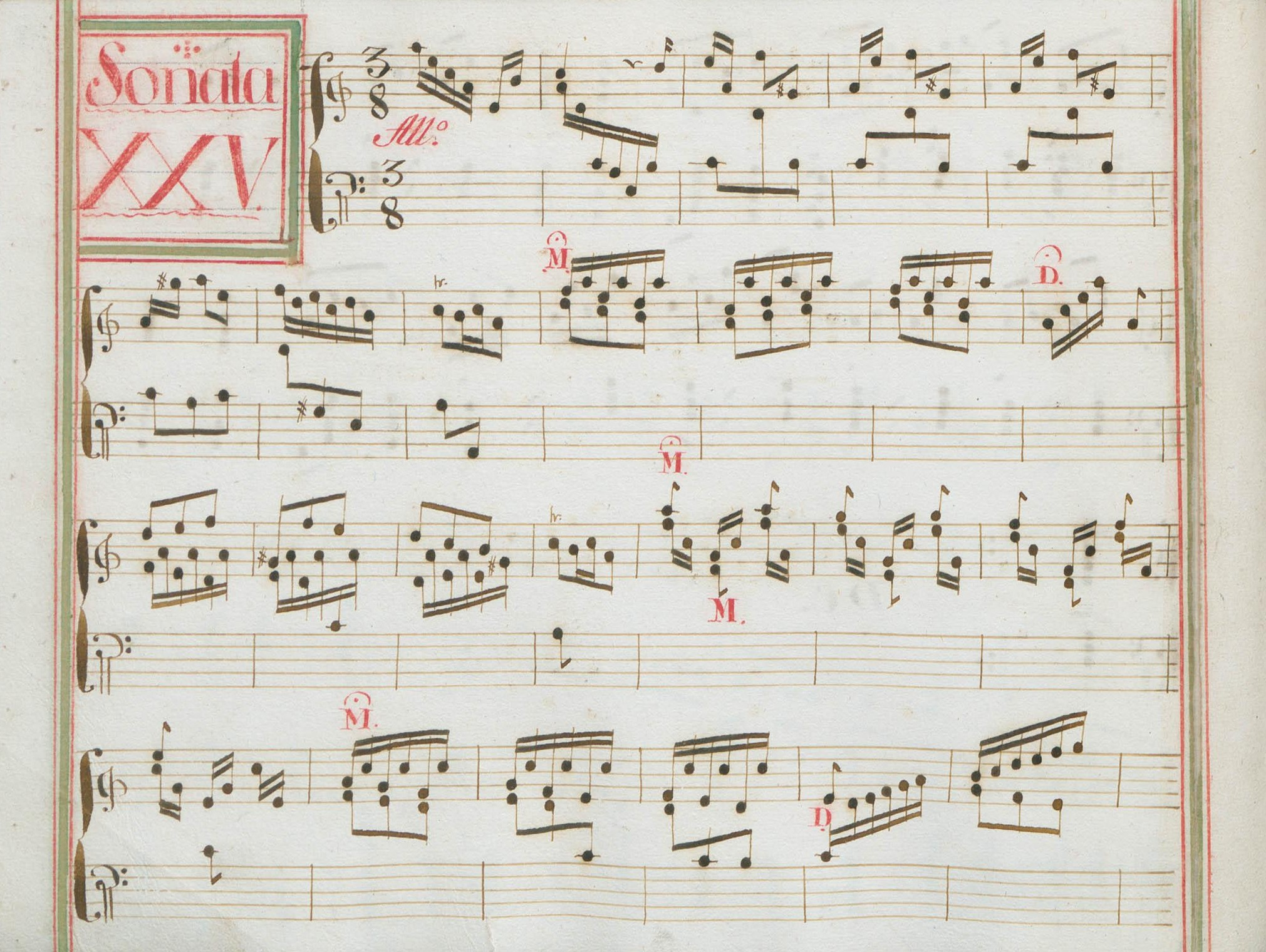
Venise XIV 25.

## Interprètes
La sonate K. 36 est défendue par  le pianiste Sergio Gallo (fi) (2022, Naxos vol. 27) ; et au clavecin, notamment par Gudula Kremers (1973, SWR Classic Archive), Scott Ross (1985, Erato), Richard Lester (2005, Nimbus et Francesco Cera (2013, Tactus, vol. 2).

## Sources
: document utilisé comme source pour la rédaction de cet article.
- Ralph Kirkpatrick (trad. de l'anglais par Dennis Collins), Domenico Scarlatti, Paris, Lattès, coll. « Musique et Musiciens », 1982 (1re éd. 1953 (en)), 493 p. (ISBN 978-2-7096-0118-4, OCLC 954954205, BNF 34689181).
- Alain de Chambure, « Domenico Scarlatti : Intégrale des sonates — Scott Ross », Erato (2564-62092-2), 1985 (OCLC 891183737) .